# ATP Finals
Die Nitto ATP Finals (2000–2008: Tennis Masters Cup, 2009–2016: ATP World Tour Finals) gelten nach den vier Grand-Slam-Turnieren als das wichtigste Tennisturnier der Herrentour. Das Teilnehmerfeld besteht üblicherweise aus den jeweiligen Top 8 der Weltrangliste. Die bisher letzten ATP Finals fanden Mitte November 2024 in Turin statt.

## Geschichte
Das Saisonabschlussturnier wurde unter dem Namen Masters oder Masters Grand Prix zuerst von 1970 bis 1989 als Teil des Grand Prix Tennis Circuit ausgetragen. Von 1971 bis 1989 gab es neben dem Turnier noch die konkurrierenden WCT Finals. 1990 wurde das Turnier mit Gründung der ATP Tour von der ATP-Weltmeisterschaft abgelöst, die unter diesem Namen bis 1999 stattfand. Während der Zeit als ATP-WM fand ein weiteres Abschlussturnier der besten Spieler, der Grand Slam Cup statt, bei dem jedoch keine ATP-Punkte vergeben wurden. 2000 wurden beide Turniere zum Tennis Masters Cup zusammengeführt. Ab 2003 werden Einzel- und Doppelturniere an derselben Stelle zur gleichen Zeit ausgespielt.
Austragungsort war von 2009 bis 2020 die O2 Arena in London. 2021 zog das Turnier in die Pala Alpitour im italienischen Turin um, wo es bis 2025 ausgetragen werden soll. Im Rahmen der ATP Finals 2024 wurde bekannt, dass das Turnier bis 2030 in Italien ausgetragen werden soll. Ob 2026 weiter in Turin gespielt wird oder ein Umzug folgt, ist noch unklar.

## Regeln

### Startberechtigung
Das achtköpfige Starterfeld im Einzel setzt sich zusammen aus den acht bestplatzierten Spielern des ATP-Race, im Doppel entsprechend aus den acht bestplatzierten Teams des ATP-Doppel-Race. Sollte ein Spieler oder ein Team im Laufe der Saison ein Grand-Slam-Turnier gewonnen haben und sich am Jahresende noch innerhalb der Top 20 befinden, so ist er bzw. sind sie statt des achtplatzierten Spielers bzw. Doppels qualifiziert.

### Modus
Die Vorrunde wird in zwei Vierergruppen nach dem Round-Robin-Prinzip (jeder gegen jeden) ausgetragen. Die Gruppenzuteilung erfolgt entsprechend der Weltrangliste, wobei die beiden Erstplatzierten in Gruppe A bzw. B eingeteilt werden und die weiteren Spieler auf der 3. und 4., 5 und 6. wie auch der 7. und 8. Position paarweise auf die Gruppen A und B ausgelost werden. Die beiden Gruppenersten treffen dann im Halbfinale jeweils auf den Zweitplatzierten der anderen Gruppe. Die Sieger bestreiten das Finale.

## Siegerliste
Rekordsieger des Turniers ist Novak Đoković, der sieben Mal erfolgreich war, gefolgt von Roger Federer mit sechs Titeln. Ivan Lendl und Pete Sampras gewannen fünfmal.

### Einzel
| Austragungsort        | Jahr                  | Sieger               | Finalgegner           | Finalergebnis               |
| --------------------- | --------------------- | -------------------- | --------------------- | --------------------------- |
| ATP Finals            |                       |                      |                       |                             |
| Turin                 | 2024                  | Jannik Sinner        | Taylor Fritz          | 6:4, 6:4                    |
| Turin                 | 2023                  | Novak Đoković (7)    | Jannik Sinner         | 6:3, 6:3                    |
| Turin                 | 2022                  | Novak Đoković (6)    | Casper Ruud           | 7:5, 6:3                    |
| Turin                 | 2021                  | Alexander Zverev (2) | Daniil Medwedew       | 6:4, 6:4                    |
| London                | 2020                  | Daniil Medwedew      | Dominic Thiem         | 4:6, 7:62, 6:4              |
| London                | 2019                  | Stefanos Tsitsipas   | Dominic Thiem         | 6:76, 6:2, 7:64             |
| London                | 2018                  | Alexander Zverev (1) | Novak Đoković         | 6:4, 6:3                    |
| London                | 2017                  | Grigor Dimitrow      | David Goffin          | 7:5, 4:6, 6:3               |
| London                | ATP World Tour Finals |                      |                       |                             |
| London                | 2016                  | Andy Murray          | Novak Đoković         | 6:3, 6:4                    |
| London                | 2015                  | Novak Đoković (5)    | Roger Federer         | 6:3, 6:4                    |
| London                | 2014                  | Novak Đoković (4)    | Roger Federer         | kampflos                    |
| London                | 2013                  | Novak Đoković (3)    | Rafael Nadal          | 6:3, 6:4                    |
| London                | 2012                  | Novak Đoković (2)    | Roger Federer         | 7:66, 7:5                   |
| London                | 2011                  | Roger Federer (6)    | Jo-Wilfried Tsonga    | 6:3, 6:76, 6:3              |
| London                | 2010                  | Roger Federer (5)    | Rafael Nadal          | 6:3, 3:6, 6:1               |
| London                | 2009                  | Nikolai Dawydenko    | Juan Martín del Potro | 6:3, 6:4                    |
| Tennis Masters Cup    |                       |                      |                       |                             |
| Shanghai              | 2008                  | Novak Đoković (1)    | Nikolai Dawydenko     | 6:1, 7:5                    |
| Shanghai              | 2007                  | Roger Federer (4)    | David Ferrer          | 6:2, 6:3, 6:2               |
| Shanghai              | 2006                  | Roger Federer (3)    | James Blake           | 6:0, 6:3, 6:4               |
| Shanghai              | 2005                  | David Nalbandian     | Roger Federer         | 6:74, 6:711, 6:2, 6:1, 7:63 |
| Houston               | 2004                  | Roger Federer (2)    | Lleyton Hewitt        | 6:3, 6:2                    |
| Houston               | 2003                  | Roger Federer (1)    | Andre Agassi          | 6:3, 6:0, 6:4               |
| Shanghai              | 2002                  | Lleyton Hewitt (2)   | Juan Carlos Ferrero   | 7:5, 7:5, 2:6, 2:6, 6:4     |
| Sydney                | 2001                  | Lleyton Hewitt (1)   | Sébastien Grosjean    | 6:3, 6:3, 6:4               |
| Lissabon              | 2000                  | Gustavo Kuerten      | Andre Agassi          | 6:4, 6:4, 6:4               |
| ATP-Weltmeisterschaft |                       |                      |                       |                             |
| Hannover              | 1999                  | Pete Sampras (5)     | Andre Agassi          | 6:1, 7:5, 6:4               |
| Hannover              | 1998                  | Àlex Corretja        | Carlos Moyá           | 3:6, 3:6, 7:5, 6:3, 7:5     |
| Hannover              | 1997                  | Pete Sampras (4)     | Jewgeni Kafelnikow    | 6:3, 6:2, 6:2               |
| Hannover              | 1996                  | Pete Sampras (3)     | Boris Becker          | 3:6, 7:65, 7:64, 6:711, 6:4 |
| Frankfurt             | 1995                  | Boris Becker (3)     | Michael Chang         | 7:63, 6:0, 7:65             |
| Frankfurt             | 1994                  | Pete Sampras (2)     | Boris Becker          | 4:6, 6:3, 7:5, 6:4          |
| Frankfurt             | 1993                  | Michael Stich        | Pete Sampras          | 7:63, 2:6, 7:67, 6:2        |
| Frankfurt             | 1992                  | Boris Becker (2)     | Jim Courier           | 6:4, 6:3, 7:5               |
| Frankfurt             | 1991                  | Pete Sampras (1)     | Jim Courier           | 3:6, 7:65, 6:3, 6:4         |
| Frankfurt             | 1990                  | Andre Agassi         | Stefan Edberg         | 5:7, 7:65, 7:5, 6:2         |
| Masters Grand Prix    |                       |                      |                       |                             |
| New York              | 1989                  | Stefan Edberg        | Boris Becker          | 4:6, 7:66, 6:3, 6:1         |
| New York              | 1988                  | Boris Becker (1)     | Ivan Lendl            | 5:7, 7:65, 3:6, 6:2, 7:65   |
| New York              | 1987                  | Ivan Lendl (5)       | Mats Wilander         | 6:2, 6:2, 6:3               |
| New York              | 1986                  | Ivan Lendl (4)       | Boris Becker          | 6:4, 6:4, 6:4               |
| New York              | 1985                  | Ivan Lendl (3)       | Boris Becker          | 6:2, 7:64, 6:3              |
| New York              | 1984                  | John McEnroe (3)     | Ivan Lendl            | 7:5, 6:0, 6:4               |
| New York              | 1983                  | John McEnroe (2)     | Ivan Lendl            | 6:3, 6:4, 6:4               |
| New York              | 1982                  | Ivan Lendl (2)       | John McEnroe          | 6:4, 6:4, 6:2               |
| New York              | 1981                  | Ivan Lendl (1)       | Vitas Gerulaitis      | 6:75, 2:6, 7:66, 6:2, 6:4   |
| New York              | 1980                  | Björn Borg (2)       | Ivan Lendl            | 6:4, 6:2, 6:2               |
| New York              | 1979                  | Björn Borg (1)       | Vitas Gerulaitis      | 6:2, 6:2                    |
| New York              | 1978                  | John McEnroe (1)     | Arthur Ashe           | 6:75, 6:3, 7:5              |
| New York              | 1977                  | Jimmy Connors        | Björn Borg            | 6:4, 1:6, 6:4               |
| Houston               | 1976                  | Manuel Orantes       | Wojciech Fibak        | 5:7, 6:2, 0:6, 7:61, 6:1    |
| Stockholm             | 1975                  | Ilie Năstase (4)     | Björn Borg            | 6:2, 6:2, 6:1               |
| Melbourne             | 1974                  | Guillermo Vilas      | Ilie Năstase          | 7:6, 6:2, 3:6, 3:6, 6:4     |
| Boston                | 1973                  | Ilie Năstase (3)     | Tom Okker             | 6:3, 7:5, 4:6, 6:3          |
| Barcelona             | 1972                  | Ilie Năstase (2)     | Stan Smith            | 6:3, 6:2, 3:6, 2:6, 6:3     |
| Paris                 | 1971                  | Ilie Năstase (1)     | Stan Smith            | Round Robin                 |
| Tokio                 | 1970                  | Stan Smith           | Rod Laver             | Round Robin                 |

### Doppel
| Austragungsort              | Jahr                  | Sieger                                      | Finalgegner                          | Finalergebnis             |
| --------------------------- | --------------------- | ------------------------------------------- | ------------------------------------ | ------------------------- |
| ATP Finals                  |                       |                                             |                                      |                           |
| Turin                       | 2024                  | Kevin Krawietz Tim Pütz                     | Marcelo Arévalo Mate Pavić           | 7:65, 7:66                |
| Turin                       | 2023                  | Rajeev Ram (2) Joe Salisbury (2)            | Marcel Granollers Horacio Zeballos   | 6:3, 6:4                  |
| Turin                       | 2022                  | Rajeev Ram (1) Joe Salisbury (1)            | Nikola Mektić Mate Pavić             | 7:64, 6:4                 |
| Turin                       | 2021                  | Pierre-Hugues Herbert (2) Nicolas Mahut (2) | Rajeev Ram Joe Salisbury             | 6:4, 7:60                 |
| London                      | 2020                  | Wesley Koolhof Nikola Mektić                | Jürgen Melzer Édouard Roger-Vasselin | 6:2, 3:6, [10:5]          |
| London                      | 2019                  | Pierre-Hugues Herbert (1) Nicolas Mahut (1) | Raven Klaasen Michael Venus          | 6:3, 6:4                  |
| London                      | 2018                  | Mike Bryan (5) Jack Sock                    | Pierre-Hugues Herbert Nicolas Mahut  | 5:7, 6:1, [13:11]         |
| London                      | 2017                  | Henri Kontinen (2) John Peers (2)           | Łukasz Kubot Marcelo Melo            | 6:4, 6:2                  |
| London                      | ATP World Tour Finals |                                             |                                      |                           |
| London                      | 2016                  | Henri Kontinen (1) John Peers (1)           | Rajeev Ram Raven Klaasen             | 2:6, 6:1, [10:8]          |
| London                      | 2015                  | Jean-Julien Rojer Horia Tecău               | Rohan Bopanna Florin Mergea          | 6:4, 6:3                  |
| London                      | 2014                  | Bob Bryan (4) Mike Bryan (4)                | Ivan Dodig Marcelo Melo              | 6:75, 6:2, [10:7]         |
| London                      | 2013                  | David Marrero Fernando Verdasco             | Bob Bryan Mike Bryan                 | 7:5, 6:73, [10:7]         |
| London                      | 2012                  | Marcel Granollers Marc López                | Rohan Bopanna Mahesh Bhupathi        | 7:5, 3:6, [10:3]          |
| London                      | 2011                  | Maks Mirny (2) Daniel Nestor (4)            | Mariusz Fyrstenberg Marcin Matkowski | 7:5, 6:3                  |
| London                      | 2010                  | Daniel Nestor (3) Nenad Zimonjić (2)        | Mahesh Bhupathi Maks Mirny           | 7:66, 6:4                 |
| London                      | 2009                  | Bob Bryan (3) Mike Bryan (3)                | Maks Mirny Andy Ram                  | 7:65, 6:3                 |
| Tennis Masters Cup          |                       |                                             |                                      |                           |
| Shanghai                    | 2008                  | Daniel Nestor (2) Nenad Zimonjić (1)        | Bob Bryan Mike Bryan                 | 7:63, 6:2                 |
| Shanghai                    | 2007                  | Mark Knowles Daniel Nestor (1)              | Simon Aspelin Julian Knowle          | 6:2, 6:3                  |
| Shanghai                    | 2006                  | Jonas Björkman (2) Maks Mirny (1)           | Mark Knowles Daniel Nestor           | 6:2, 6:4                  |
| Shanghai                    | 2005                  | Michaël Llodra Fabrice Santoro              | Leander Paes Nenad Zimonjić          | 6:76, 6:3, 7:64           |
| Houston                     | 2004                  | Bob Bryan (2) Mike Bryan (2)                | Wayne Black Kevin Ullyett            | 4:6, 7:5, 6:4, 6:2        |
| Houston                     | 2003                  | Bob Bryan (1) Mike Bryan (1)                | Michaël Llodra Fabrice Santoro       | 6:76, 6:3, 3:6, 7:63, 6:4 |
| 2002 nicht ausgetragen      |                       |                                             |                                      |                           |
| Bangalore                   | 2001                  | Ellis Ferreira Rick Leach (3)               | Petr Pála Pavel Vízner               | 6:76, 7:62, 6:4, 6:4      |
| ATP-Weltmeisterschaft       |                       |                                             |                                      |                           |
| Bangalore                   | 2000                  | Donald Johnson Piet Norval                  | Mahesh Bhupathi Leander Paes         | 7:68, 6:3, 6:4            |
| Hartford                    | 1999                  | Sébastien Lareau Alex O’Brien               | Mahesh Bhupathi Leander Paes         | 6:3, 6:2, 6:2             |
| Hartford                    | 1998                  | Jacco Eltingh (2) Paul Haarhuis (2)         | Mark Knowles Daniel Nestor           | 6:4, 6:2, 7:5             |
| Hartford                    | 1997                  | Rick Leach (2) Jonathan Stark               | Mahesh Bhupathi Leander Paes         | 6:3, 6:4, 7:63            |
| Hartford                    | 1996                  | Todd Woodbridge (2) Mark Woodforde (2)      | Sébastien Lareau Alex O’Brien        | 6:4, 5:7, 6:2, 7:63       |
| Eindhoven                   | 1995                  | Grant Connell Patrick Galbraith             | Jacco Eltingh Paul Haarhuis          | 7:66, 7:66, 3:6, 7:62     |
| Jakarta                     | 1994                  | Jan Apell Jonas Björkman (1)                | Todd Woodbridge Mark Woodforde       | 6:4, 4:6, 4:6, 7:65, 7:66 |
| Johannesburg                | 1993                  | Jacco Eltingh (1) Paul Haarhuis (1)         | Todd Woodbridge Mark Woodforde       | 7:64, 7:65, 6:4           |
| Johannesburg                | 1992                  | Todd Woodbridge (1) Mark Woodforde (1)      | John Fitzgerald Anders Järryd        | 6:2, 7:64, 5:7, 3:6, 6:3  |
| Johannesburg                | 1991                  | John Fitzgerald Anders Järryd (3)           | Ken Flach Robert Seguso              | 6:4, 6:4, 2:6, 6:4        |
| Sanctuary Cove              | 1990                  | Guy Forget Jakob Hlasek                     | Sergio Casal Emilio Sánchez Vicario  | 6:4, 7:65, 5:7, 6:4       |
| Masters Grand Prix          |                       |                                             |                                      |                           |
| London                      | 1989                  | Jim Grabb Patrick McEnroe                   | John Fitzgerald Anders Järryd        | 7:5, 7:64, 5:7, 6:3       |
| London                      | 1988                  | Rick Leach (1) Jim Pugh                     | Sergio Casal Emilio Sánchez Vicario  | 6:4, 6:3, 2:6, 6:0        |
| London                      | 1987                  | Miloslav Mečíř Tomáš Šmíd                   | Ken Flach Robert Seguso              | 6:4, 7:5, 6:75, 6:3       |
| London                      | 1986                  | Stefan Edberg (2) Anders Järryd (2)         | Guy Forget Yannick Noah              | 6:3, 7:6, 6:3             |
| New York                    | 1985                  | Stefan Edberg (1) Anders Järryd (1)         | Joakim Nyström Mats Wilander         | 6:1, 7:6                  |
| New York                    | 1984                  | Peter Fleming (7) John McEnroe (7)          | Mark Edmondson Sherwood Stewart      | 6:3, 6:1                  |
| New York                    | 1983                  | Peter Fleming (6) John McEnroe (6)          | Pavel Složil Tomáš Šmíd              | 6:2, 6:2                  |
| New York                    | 1982                  | Peter Fleming (5) John McEnroe (5)          | Sherwood Stewart Ferdi Taygan        | 6:2, 6:2                  |
| New York                    | 1981                  | Peter Fleming (4) John McEnroe (4)          | Kevin Curren Steve Denton            | 6:3, 6:3                  |
| New York                    | 1980                  | Peter Fleming (3) John McEnroe (3)          | Peter McNamara Paul McNamee          | 6:4, 6:3                  |
| New York                    | 1979                  | Peter Fleming (2) John McEnroe (2)          | Wojciech Fibak Tom Okker             | 6:3, 7:6, 6:1             |
| New York                    | 1978                  | Peter Fleming (1) John McEnroe (1)          | Wojciech Fibak Tom Okker             | 6:4, 6:2, 6:4             |
| New York                    | 1977                  | Bob Hewitt Frew McMillan                    | Bob Lutz Stan Smith                  | 7:5, 7:6, 6:3             |
| Houston                     | 1976                  | Fred McNair Sherwood Stewart                | Brian Gottfried Raúl Ramírez         | 6:4, 5:7, 5:7, 6:4, 6:4   |
| Stockholm                   | 1975                  | Juan Gisbert Manuel Orantes                 | Round Robin                          | Round Robin               |
| 1971–1974 nicht ausgetragen |                       |                                             |                                      |                           |
| Tokio                       | 1970                  | Stan Smith Arthur Ashe                      | Round Robin                          | Round Robin               |

## Rekordsieger

### Einzel
Die folgende Tabelle listet die zehn besten Spieler der Tour Finals unter Berücksichtigung aller Vorgängerturniere auf.
| Nr. | Name             | Sieger | Verlorene Finals | Finals insgesamt |
| --- | ---------------- | ------ | ---------------- | ---------------- |
| 1.  | Novak Đoković    | 7      | 2                | 9                |
| 2.  | Roger Federer    | 6      | 4                | 10               |
| 3.  | Ivan Lendl       | 5      | 4                | 9                |
| 4.  | Pete Sampras     | 5      | 1                | 6                |
| 5.  | Ilie Năstase     | 4      | 1                | 5                |
| 6.  | Boris Becker     | 3      | 5                | 8                |
| 7.  | John McEnroe     | 3      | 1                | 4                |
| 8.  | Björn Borg       | 2      | 2                | 4                |
| 9.  | Lleyton Hewitt   | 2      | 1                | 3                |
| 10. | Alexander Zverev | 2      | 0                | 2                |

### Doppel
| Nr. | Name                                | Sieger | Verlorene Finals | Finals insgesamt |
| --- | ----------------------------------- | ------ | ---------------- | ---------------- |
| 1.  | Peter Fleming John McEnroe          | 7      | 0                | 7                |
| 2.  | Bob Bryan Mike Bryan                | 4      | 2                | 6                |
| 3.  | Rajeev Ram Joe Salisbury            | 2      | 1                | 3                |
| 3.  | Pierre-Hugues Herbert Nicolas Mahut | 2      | 1                | 3                |
| 5.  | Todd Woodbridge Mark Woodforde      | 2      | 0                | 2                |
| 5   | Henri Kontinen John Peers           | 2      | 0                | 2                |

## Weltmeister des Jahrzehnts

### Einzel
- 2010er (ATP World Tour Finals): Novak Đoković, sechsmal im Finale (fünfmal in Folge), 4:2
- 2000er (Tennis Masters Cup/ATP World Tour Finals): Roger Federer, fünfmal im Finale (in Folge), 4:1
- 1990er (ATP-Weltmeisterschaft): Pete Sampras, sechsmal im Finale, 5:1
- 1980er (Masters): Ivan Lendl, neunmal im Finale (in Folge), 5:4
- 1970er (Masters): Ilie Năstase, fünfmal im Finale (in Folge), 4:1

## Preisgeld und Punkte
Das Preisgeld betrug 2021 14,5 Millionen US-Dollar und stieg 2023 auf 15 Millionen Dollar. Das Preisgeld wird kumuliert. Der Turniersieger Novak Đoković, der ohne Niederlage blieb, erhielt 1.500 Punkte für die Weltrangliste und ein Preisgeld von insgesamt 4.801.500 US-Dollar im Einzel. Das Doppelteam könnte ohne Niederlage insgesamt 943.650 US-Dollar gewinnen. Das Preisgeld stieg 2024 auf 15,25 Millionen US-Dollar.
| Runde                      | Einzel                                                           | Doppel 1                                                        | Punkte |
| -------------------------- | ---------------------------------------------------------------- | --------------------------------------------------------------- | ------ |
| Turniersieger              | 2.201.000 $                                                      | 351.000 $                                                       | 500    |
| Halbfinalsieger            | 1.105.000 $                                                      | 175.650 $                                                       | 400    |
| Gruppenphase pro Sieg      | 0390.000 $                                                       | 095.000 $                                                       | 200    |
| Antrittsgeld               | 3 Matches = 325.500 $ 2 Matches = 244.125 $ 1 Match = 0162.750 $ | 3 Matches = 132.000 $ 2 Matches = 099.000 $ 1 Match = 066.000 $ | —      |
| Ersatzspieler (kein Match) | 0152.000 $                                                       | 050.850 $                                                       | —      |

### Preisgeld Historie
| Jahr | Preisgeld    | Anstieg  |
| ---- | ------------ | -------- |
| 2024 | $ 15.250.000 | 01,66 %  |
| 2023 | $ 15.000.000 | 01,69 %  |
| 2022 | $ 14.750.000 | 103,45 % |
| 2021 | $0 7.250.000 | 027,19 % |
| 2020 | $0 5.700.000 | −36,67 % |
| 2019 | $0 9.000.000 | 05,88 %  |
| 2018 | $0 8.500.000 | 06,25 %  |
| 2017 | $0 8.000.000 | 06,67 %  |
| 2016 | $0 7.500.000 | 07,14 %  |
| 2015 | $0 7.000.000 | 07,69 %  |
| 2014 | $0 6.500.000 | 08,33 %  |